# Mohammed Rashid Ridha

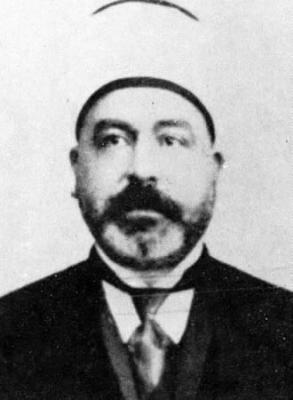
Mohammed Rashid Ridha

Mohammed Rashid Ridha (Qalamūn (bij Tripoli, Libanon), 23 september 1865 - Caïro (Egypte), 22 augustus 1935) was een Syrisch islamitisch geleerde en uitgever van het tijdschrift al-Manar, een wekelijkse en later maandelijkse uitgave die commentaren op de Koran bevatten waaraan hij tot aan zijn dood heeft gewerkt.
Ridha was een leerling en spiritueel erfgenaam van Mohammed Abdouh (mede-uitgever van al-Manar).
Aanvankelijk zag hij de wahabieten als ketters, maar aan het eind van zijn leven veranderde hij zijn mening waarbij hij ze voor hun overwinning in Arabië in 1932 bewierookte en stelde dat de aanhangers van Mohammed ibn Abdul-Wahhab de traditie (de soenna) zelf vertegenwoordigden. Hij ontwikkelde zich uiteindelijk in een richting van sterker conservatisme, dat hem wegvoerde van het baanbrekende werk van zijn meester Abdouh. Ridha legde van zijn kant nieuwe nadruk op het gegeven dat de moslims de morele invloed van het Westen moesten bestrijden en daar een ethiek tegenover moesten stellen, die opnieuw was opgebouwd, op basis van hun eigen islamitische achtergrond.
Zoals zijn voorgangers en leermeesters,  vestigde Ridha de aandacht op de relatieve zwakheid van moslimsamenlevingen tegenover het Westerse kolonialisme, waarbij hij de schuld legde bij soefipraktijken, het blind imiteren van het verleden (taqlid), de stagnatie bij de ulama (moslimgeleerden), en het daaruit resulterende gebrek aan vooruitgang in wetenschap en technologie. Hij stelde dat deze gebreken opgeheven zouden worden door terugkeer naar wat hij zag als de ware principes van de islam (salafiyya Islam) die bevrijd was van alle Westers bederf en Westerse invloeden, maar wel zodanig geïnterpreteerd (ijtihad) dat deze aansluiten kan bij de moderne realiteit. Alleen dat zou de moslims kunnen behoeden voor de onderwerping aan de koloniale machten.
Politiek gezien stond Ridha een herstel en/of vernieuwing van het kalifaat voor ten behoeve van de islamitische eenheid en ‘democratische’ regering door een zogenaamde shura. Theologisch gezien kwamen zijn ideeën overeen met die van Abdouh.
Een leerling van hem was Hassan al-Banna, oprichter van de Moslimbroederschap.